# Смледник
Смледник (словен. Smlednik) — поселення в общині Медводе, Осреднєсловенський регіон, Словенія. 
Висота над рівнем моря: 349,3 м.